# Résistance ancestrale mapuche
Pour les articles homonymes, voir RAM.

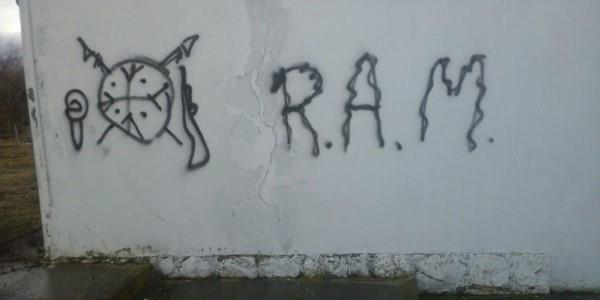
Peinture avec le logo de la RAM, trouvée après l'incendie du poste de Los Retamos.

La Résistance ancestrale mapuche (en espagnol Resistencia Ancestral Mapuche, acronyme RAM) est une organisation armée, supposément indienne mapuche, apparue fin 2013, qui considère illégale l’occupation du territoire mapuche par l’Empire espagnol et ses États successeurs, l’Argentine et le Chili, et lutte pour l’indépendance de la nation mapuche,. Plusieurs communautés mapuches ont manifesté leur réprobation des actions violentes attribuées à la RAM, affirmant même que les membres de celle-ci « ne sont pas mapuches » et qu’il s’agit en réalité de personnes infiltrées, et exprimant le soupçon que la RAM serait en fait « un montage des services de renseignement des États argentin et chilien » dans le but de criminaliser le peuple mapuche, de délégitimer toute future réclamation territoriale et de pouvoir justifier les actions de répression à venir contre leurs communautés,.
La RAM, supposée appartenir au Mouvement mapuche autonome (ou Puel Mapu), prône le recours à la « violence défensive » et a revendiqué plusieurs attentats consistant principalement en des incendies volontaires d’ampleur limitée et en l’apposition de graffitis sur des édifices publics, sans faire de victimes — abstraction faite de l’assassinat en 2012, lors d’un épisode confus, d’un officier de police se disposant à inspecter une camionnette non loin d’Aluminé, dans la province de Neuquén, acte revendiqué par deux organisations chiliennes (le Frente Patriótico Manuel Rodríguez et le MIR, Armée guérilléro des pauvres), qui selon les autorités judiciaires argentines seraient liées à la RAM. Depuis 2017, quelques fonctionnaires argentins ont officieusement qualifié le groupe d’organisation terroriste, qualification que la RAM cependant rejette, considérant au contraire comme terroriste le pouvoir qui a fait la conquête de ses terres. En 2017, le gouvernement argentin de Mauricio Macri a officiellement indiqué avoir la confirmation que la RAM est financée par une organisation britannique avec siège à Bristol, au Royaume-Uni, dont le gouvernement argentin s’abstint de citer le nom, mais qu’il mit en relation avec l’occupation, par ce dernier pays, des îles Malouines, allégation qui n’a jamais pu être vérfiée d’aucune manière. Le gouvernement argentin de Mauricio Macri a également établi un rapport entre la RAM et la disparition de Santiago Maldonado, survenue le 1er août 2017 lors d’une opération de police de la Gendarmerie nationale contre la communauté mapuche Pu Lof en Resistencia de Cushamen, dans la province de Chubut, thèse qui jusqu’ici (novembre 2017) n’a pas davantage pu être démontrée de façon irréfutable.